# Proteinbindung
Als Proteinbindung, auch Plasmaproteinbindung (PPB) oder Plasmaeiweißbindung (PEB) genannt, wird die reversible Bindung von Stoffen an Eiweißbestandteile des Blutes (Plasmaproteine, Erythrozytenproteine) oder der Körpergewebe  bezeichnet. An dieser Proteinbindung können verschiedene Formen chemischer Bindungen beteiligt sein, namentlich ionische Bindungen, Wasserstoffbrückenbindungen, Dipol-Dipol-Wechselwirkungen sowie hydrophobe Wechselwirkungen. Die Proteinbindung hat zur Folge, dass die gebundenen Stoffe, unter anderem Arzneimittel und verschiedene körpereigene Substanzen, ihre normale Wirkung nicht oder nur vermindert ausüben, da sie nicht wie sonst mit der Umgebung reagieren können. Der durch Proteine gebundene Anteil eines Stoffes ist somit pharmakologisch inaktiv. Kleine Moleküle erlangen durch die Bindung eine stark verlängerte Halbwertszeit, werden also nur sehr verlangsamt über die Niere ausgeschieden. 
Zu den Substanzen, die zu einem großen Teil im Plasma an Proteine gebunden sind, gehören beispielsweise die Arzneistoffe Sulfonamide, Sulfonylharnstoffe, Acetylsalicylsäure, Phenylbutazon, Cumarine sowie die körpereigenen Stoffe Bilirubin und Calcium.
Die Gesamtmenge eines Stoffes, die gebunden werden kann, ist durch die Kapazität der Proteine begrenzt. Durch gegenseitige Verdrängung aus der Plasmaproteinbindung können Substanzen wechselseitig ihre effektiv wirksame (da nicht gebundene) Konzentration im Blut steigern (Synergismus). Aus diesem Grund verstärken zum Beispiel Sulfonamide den Neugeborenenikterus durch Verdrängung des Bilirubins vom Albumin und sind daher bei Neugeborenen kontraindiziert. Bei Gabe verschiedener Arzneistoffe können auf diesem Prinzip basierende Arzneimittelwechselwirkungen zum Auftreten von unerwünschten Arzneimittelwirkungen (Nebenwirkungen) führen.